# Pronuncij
Pronuncij je stalni diplomatski predstavnik Svete Stolice u državi primateljici koja papinskom predstavniku ne daje automatski status doajena diplomatskog zbora.
U prošlosti naslov pronuncija dobivao je apostolski nuncij koj bi stekao zvanje kardinala, ali bi nastavio obavljat nuncijsku funkciju.
Sveta Stolica imenovala je, primjerice, pronuncija u SFR Jugoslaviji.

## Poveznice
- Šef diplomatske misije
- Nuncij